# Обсерватория Кевола
Обсерватория Кевола — астрономическая обсерватория, основанная в 1963 году в Кевола, Паймио, Финляндия. В настоящее время принадлежит астрономической любительской ассоциации «Turun Ursa ry».

## Руководители обсерватории
- 1963 - 1975 - en:Hilkka Rantaseppa-Helenius - первый наблюдатель и основатель обсерватории, а также и руководитель

## История обсерватории
Обсерватория была основана астрономико-оптическим обществом. Сама ассоциация была основана  Вяйсяля, Ирьё, Лийси Отерма, en:Hilkka Rantaseppä-Helenius и другими астрономами работающими в Университете Турку. Ассоциация была закрыта в 1983 году, а в 1986 году обсерватория была передана во владение «Turun Ursa», так же основанной Ирьё Вяйсяля. Земля на которой располагалась обсерватория была взята в аренду до 2002 года, пока не были выделены деньги из фонда «Viljo, Yrjö ja Kalle Väisälän rahasto» на покупку данной земли.

## Инструменты обсерватории
- 50-см камера Вайсала-Шмидта (D=60/50см, F=1031mm, 1934 год) - телескоп, который ранее был установлен в Обсерватории Турку. Поле зрения 6.7 гр на пластинках 12х12см.
- 18-см рефрактор (F=2300мм) - телескоп для гидирования
- 8-см рефрактор (F=1200мм) - телескоп для гидирования
- Зенит-телескоп (D = 250 мм, F = 5150 мм) - для наблюдений перемещений оси вращения Земли.

## Направления исследований
- Астрометрия
- Движение полюса Земли (широтные наблюдения с Зенит-телескопом)

## Основные достижения
- За первый год наблюдений было выполнено 3000 измерений с зенит-телескопом

## Известные сотрудники
- en:Hilkka Rantaseppa-Helenius - женщина-астроном

## Факты
- В честь обсерватории назван астероид (1540) Кевола